# Die durch die Hölle gehen
Die durch die Hölle gehen (Originaltitel The Deer Hunter) ist ein US-amerikanischer Spielfilm des Regisseurs Michael Cimino aus dem Jahr 1978. Das drei Stunden lange Epos wird allgemein dem Genre Antikriegsfilm zugeordnet. In der Handlung ziehen drei Männer aus der US-amerikanischen Provinz in den Vietnamkrieg und sind in der Folge körperlich versehrt und psychisch beeinträchtigt. Der Film ist in drei etwa gleich lange Akte aufgeteilt: die Zeit vor, während und nach dem Krieg. Dabei geht es Cimino, der nach seinen Worten nicht einen Film über Vietnam, sondern einen über die Vereinigten Staaten drehen wollte, um den Einfluss des Krieges auf sein Heimatland und dessen Gesellschaft.
Bei der Oscarverleihung 1979 war der Film in neun Kategorien nominiert; in fünf wurde er ausgezeichnet, darunter in den Kategorien Bester Film und Beste Regie. Auf der Berlinale 1979 sorgte der Film für einen Eklat; die sowjetische Delegation bezeichnete ihn als „Beleidigung für das Volk von Vietnam“ und reiste demonstrativ ab. Das musikalische Hauptthema des Films des britischen Komponisten Stanley Myers, Cavatina (The Theme from the Deer Hunter), ist auch abseits der Leinwand berühmt geworden; es wurde mit dem Ivor Novello Award ausgezeichnet.

## Handlung
Michael, Nick und Steven, drei russischstämmige Stahlarbeiter aus dem US-Provinzstädtchen Clairton, Allegheny County in Pennsylvania, sind Patrioten und ziehen 1968 freiwillig in den Vietnamkrieg. Vor ihrer Abreise wird die russisch-orthodoxe Hochzeit von Steven und Angela gefeiert (nach „The Andy Warhol Diaries“ handelt es sich um eine russinische Hochzeit). Michael fühlt sich zu Linda hingezogen, die jedoch mit Nick zusammen ist. Linda fängt den Brautstrauß und nimmt gleich darauf Nicks Heiratsantrag an. Steven und Angela trinken aus einem verbundenen Kelch. Das Glück soll dem Paar hold sein, wenn kein Tropfen danebengeht, doch Angela verschüttet unbemerkt etwas Wein auf ihr Kleid. Während der Feier versucht Michael ein Gespräch mit einem Soldaten anzufangen, der gerade auf Heimaturlaub ist. Der hat jedoch kein Interesse an den Sympathiebekundungen und trinkt nur einen Schnaps nach dem anderen. Am nächsten Tag gehen Michael und Nick zusammen mit weiteren Freunden ein letztes Mal ihrem Hobby als deer hunters nach: Sie jagen den in Nordamerika verbreiteten Weißwedelhirsch.
Der zweite Teil in Vietnam setzt abrupt ein. Michael, Nick und Steven verteidigen erfolglos ein Dorf gegen Vietcong-Soldaten und geraten in Gefangenschaft. Die US-Soldaten werden in Käfige im Fluss gesperrt, in denen sie ständig bis zum Mund im Wasser stehen; sie werden von ihren vietnamesischen Aufsehern gezwungen, paarweise „Russisch Roulette“ zu spielen, während diese auf das Ergebnis wetten. Durch einen lebensgefährlichen Trick gelingt es Michael und Nick, die Wärter zu töten und mit Steven zu fliehen. Auf der Flucht trennen sich die Wege der drei Freunde; nur Nick kann mit einem Hubschrauber gerettet werden. Michael riskiert sein Leben, um Steven zu retten und in Sicherheit zu bringen. Steven wird auf der Flucht schwer verletzt, ihm müssen anschließend beide Beine amputiert werden, sodass er im Rollstuhl in die Heimat zurückkehrt. 
Michael erfährt davon erst, als er wieder in den Staaten angekommen ist: Stevens Frau Angela, die aufgrund der Ereignisse die Sprache verloren hat, notiert ihm eine Telefonnummer, unter der ihr Mann erreichbar ist. Michael besucht den schwer traumatisierten Steven im Sanatorium. In einer Schublade bewahrt Steven Geldscheine auf, die er regelmäßig von Nick geschickt bekommt. Nick ist desertiert und im umkämpften Saigon zurückgeblieben. 
Auch Michael, der den Krieg körperlich unversehrt überlebt hat, ist gezeichnet. Er findet sich in seiner Heimat nicht mehr zurecht, und der Umgang mit seinen alten Freunden und Bekannten fällt ihm schwer. Auf einem erneuten Jagdausflug mit seinen Freunden schießt er absichtlich an einem Hirsch vorbei. Er beginnt eine komplizierte Beziehung mit Linda.
Michael kehrt nach Vietnam zurück, um Nick zu finden. Er treibt ihn in einem von der Mafia betriebenen Casino in Saigon auf, in dem der schwer Traumatisierte als Russisch-Roulette-Spieler antritt. Das Publikum wettet hohe Geldsummen auf den von der Heroinsucht gezeichneten Nick. Michael versucht den Freund zur Rückkehr in die Heimat zu überreden. Da Nick ihn offenbar nicht erkennt, spielt Michael aus Verzweiflung eine Runde Russisches Roulette mit ihm. Aber Nick hat nach vielen Monaten erstmals Pech mit dem Revolver und erschießt sich in dem Moment, als er sich an Michael erinnert. Die Bestattung von Nick findet in den USA in der Stahlarbeitersiedlung statt. Nach der Beerdigung trinken die Freunde Kaffee in ihrer Stammkneipe und singen God Bless America.

## Entstehung
| Figur                        | Darsteller         | Deutscher Sprecher |
| ---------------------------- | ------------------ | ------------------ |
| Michael Vronsky              | Robert De Niro     | Christian Brückner |
| Nikanor „Nick“ Chevotarevich | Christopher Walken | Heiner Lauterbach  |
| Steven Pushkov               | John Savage        | Ivar Combrinck     |
| Linda                        | Meryl Streep       | Dagmar Heller      |
| Stanley                      | John Cazale        | Horst Raspe        |
| John Wels, Barmann           | George Dzundza     | Michael Gahr       |
| Peter „Axel“ Axelrod         | Chuck Aspegren     | Gernot Duda        |
| Angela Pushkov               | Rutanya Alda       | Marion Hartmann    |
| Stevens Mutter               | Shirley Stoler     | Alice Franz        |
| Julien Grinda                | Pierre Segui       | Holger Hagen       |

Als Kulisse für die Hochzeitsfeier diente die im National Register of Historic Places enthaltene St. Theodosius Russian Orthodox Cathedral in Cleveland. Hier befindet sich auch das Stahlwerk von US Steel (heute: Republic Steel), das am Anfang des Films zu sehen ist. Die Aufnahmen der Heimatstadt der drei Hauptpersonen erfolgten außer im echten Clairton, Pennsylvania, in sieben weiteren Orten, darunter McKeesport, Mingo Junction, Pittsburgh und Steubenville. Der Jagdausflug wurde in der Gegend um den Mount Baker gedreht. Die in Vietnam spielenden Szenen wurden in Thailand produziert, wobei Bangkok als Kulisse für Saigon diente. Das Gefangenenlager mit den Käfigen wurde am Mae Nam Khwae Yai (Khwae-Yai-Fluss) errichtet.
Die deutsche Synchronfassung entstand zur Kinopremiere unter Leitung von Niels Clausnitzer.

## Interpretation
Viele Filme über den Vietnamkrieg spielen zu einem Großteil in Vietnam – dieser nicht. Der fast dreistündige Film ist in der Art einer Trilogie in drei etwa gleich lange Akte geteilt: die sorglose Zeit vor dem Krieg, die grausamen und entwürdigenden Ereignisse im Gefangenenlager während des Krieges und schließlich die vergeblichen Versuche, im „normalen“ Leben wieder Fuß zu fassen. Viel wichtiger als die authentische Darstellung des Krieges war es dem Regisseur, die Auswirkungen auf die Menschen und Familien in den USA zu zeigen. Während die Männer und ihre Familien vor dem Einsatz in einer als intakt geltenden Umgebung leben, deren einzige unmittelbare Erfahrung mit dem Tod die Jagd ist, wird das Leben der ehemals Glücklichen nach dem Einsatz zur Qual.
Besonderes Aufsehen erregte die Sequenz, in der die Gefangenen Michael und Nick von ihren Bewachern gezwungen werden, „Russisches Roulette“ zu spielen. Sie ist eine besonders eindringliche Metapher für die Sinnlosigkeit und Zufälligkeit des Sterbens im Krieg. Die Sinnlosigkeit verdichtet sich zudem in der Darstellung dieser Amerikaner russischer Abstammung, die in einem Stellvertreterkrieg gegen die Sowjetunion (Russland) „Russisches Roulette“ spielen. Diese Passage hat einerseits Filmgeschichte geschrieben, gleichzeitig entzündet sich an ihr aber auch die stärkste Kritik an dem Film.
Besonders tragisch wird Stevens junge Ehe zerstört. Steven, der durch den Einsatz schwer behindert ist, will nicht mehr nach Hause. Seine Frau ist psychisch schwer krank. Als Michael als Einziger der Gruppe nach dem Krieg zu ihr kommt, um zu erfahren, wo Steven sich aufhält, liegt sie krank im Bett. Sie will und kann wohl auch nicht sprechen und schreibt die Telefonnummer des Kriegsversehrtensanatoriums, in dem Steven untergebracht ist, nur mit viel Mühe auf einen kleinen Zettel.
Michael Cimino zeigt eindringlich, wie das Leben der Männer samt ihren Angehörigen durch den sinnlosen Krieg zerstört wird. Es ist also ein Film über die US-amerikanischen Opfer des Krieges, auch solche, die nie in Vietnam waren.
Der Vietnamkrieg endete mit der Einnahme Sàigòns (heute Ho-Chi-Minh-Stadt) am 30. April 1975 durch Truppen der Nationalen Befreiungsfront Südvietnams (FNL); The Deer Hunter erschien also nur drei Jahre später. In seiner Intention gleicht der Film dem zeitgleich entstandenen Film Coming Home von Hal Ashby, der sich aber mehr auf die Auswirkungen der Traumata im Alltag konzentriert. Oliver Stone bereitete mit Geboren am 4. Juli eine ähnliche Erzählung 1989 noch einmal auf.

## Kritiken
Die durch die Hölle gehen gilt als Klassiker des Antikriegsfilms, was sich auch in den Auswertungen US-amerikanischer Aggregatoren widerspiegelt. So erfasst Rotten Tomatoes größtenteils wohlwollende Besprechungen und ordnet den Film dementsprechend als „Zertifiziert Frisch“ ein. Metacritic ermittelt aus den vorliegenden Bewertungen „Einhelliges Kritikerlob“. Und They Shoot Pictures, Don’t They? zählt den Film zu den 200 angesehensten Werken der Filmgeschichte.

„Episch angelegter, schonungslos harter Film über die Unmenschlichkeit des Krieges, der durch seine genaue Milieuschilderung die Ursachen für das Verhalten seiner Figuren erkennen lässt.“

„Wie der Krieg körperlich und seelisch verstümmelt, zeigt dieser mitreißende Kriegsfilm, der sich mutig dem Vietnamtrauma der Amerikaner stellt, allerdings die politische Gegenseite zu Gunsten spekulativer Actioneffekte verteufelt.“

„… was folgt, zählt zu den explosivsten, bedrückendsten und härtesten Szenen, mit denen der Krieg im Kino je gezeigt wurde. Der Vietcong foltert seine gefangenen Aggressoren, indem er sie, im Angesicht des Bildes von Ho Chi Minh, zwingt, gegeneinander russisches Roulette zu spielen und sich in Tigerkäfigen unter Wasser von Ratten zernagen zu lassen. Diese Stelle, in der die Vietnamesen das grausame Erbe des Feindbildes vom Japaner im Zweiten Weltkrieg antreten, ist eine Ohrfeige für jene, die glaubten, dass auch ein gerechter Verteidigungskrieg ein unbeirrbar heroischer sei. Hier hat die Gegenwart ein hässliches Gesicht, das wir, angesichts der anonymen Vernichtungsmaschinerie der Amerikaner in jenem Krieg, noch nicht wahrgenommen haben oder vielleicht auch nicht wahrnehmen wollten …“

„Und da sitzen am Schluss des Films Witwen, Mütter, die ihre Söhne, Männer, die ihre Freunde verloren haben, nach dem Begräbnis eines Soldaten, der am Vietnamkrieg wahnsinnig geworden ist, zusammen und singen, zaghaft-verlegen zuerst, dann immer trotziger ‚God bless America‘. Eine Szene, die gerade deshalb so beklemmend, erregend und mutig ist, weil diese Leute gerade nicht dem Wasp-Klischee von Amerikanern entsprechen. […] Ciminos überlebende Helden sind zwar frei und tapfer, aber sie sind heimatlos geworden. Michael Cimino verfügt über eine faszinierende Mischung aus Intellekt und filmischem Instinkt.“

„… als die Gefangenschaft der Hauptdarsteller beim Vietkong geschildert wurde, hätte ich […] beinahe […] aus Protest den Saal verlassen. Die Vietkong-Partisanen waren nicht zart mit ihren Gefangenen umgesprungen, und es war bestimmt gefoltert worden. Aber zum Russischen Roulette hatten die Soldaten Ho Tschi Minhs mit Sicherheit niemanden gezwungen, und schon gar nicht hatten sie um Geld gespielt. Was auch immer man von den vietnamesischen Kommunisten halten mochte, diese plumpe Verunglimpfung war unwürdig und empörend.“

„Es gibt ein ungeschriebenes Gesetz in der Filmkritik, dass bestimmte Filme nicht zu kritisieren sind. Citizen Kane, Manche mögens heiß, 2001: Odyssee im Weltraum, Der Pate – Teil II… all diese werden als universale Klassiker gehandelt […]. Auf das Risiko hin, aus dem Kreis der ‚respektablen Filmkritiker‘ geworfen zu werden, nutze ich die Gelegenheit, offiziell meine Meinung zu erklären, dass The Deer Hunter einer der schlechtesten Filme ist, die je gedreht wurden. Der Film ist weitläufig selbstzufrieden, selbstherrlich, durchdrungen in manipulativer rassistischer Emotion, melodramatisch und angesiedelt irgendwo zwischen kreischender Hysterie und schlafwandlerischer Düsternis.“

Miloš Forman und Mickey Rourke hielten den Film für einen der besten aller Zeiten.
Das American Film Institute sieht Die durch die Hölle gehen seit 1998 unter den 100 besten amerikanischen Filmen (Platz 53). 1996 wurde er in das „National Film Registry“ der Library of Congress aufgenommen.
Auch die Nutzer der IMDb setzen den Film auf Rang 188 der 250 beliebtesten Filme dort (Stand: 27. August 2022).

## Auszeichnungen
- Der Film wurde bei der Oscarverleihung im Jahr 1979 mit fünf Oscars ausgezeichnet, in den Kategorien Bester Film, Bester Nebendarsteller (Christopher Walken), Beste Regie, Bester Schnitt und Bester Ton. Er erhielt vier weitere Nominierungen: De Niro als bester Hauptdarsteller, Meryl Streep als beste Nebendarstellerin, Bestes Drehbuch (Quinn K. Redeker, Louis Garfinkle, Deric Washburn und Michael Cimino) und Beste Kamera.
- 1979 Golden Globe für die beste Regie und fünf Nominierungen, darunter als bester Film und für den besten Hauptdarsteller (De Niro).
- Bei den National Society of Film Critics Awards erreichte der Film 1978 in der Kategorie Bester Film den zweiten Platz, Christopher Walken in der Kategorie Bester Nebendarsteller den dritten Platz; Meryl Streep gewann den Preis als beste Nebendarstellerin
- Bei den New York Film Critics Circle Awards siegte der Film 1978 in der Kategorie Bester Film; Robert De Niro erreichte in der Kategorie Bester Darsteller den dritten Platz, Christopher Walken gewann in der Kategorie Bester Nebendarsteller, Meryl Streep wurde Dritte in der Kategorie Beste Nebendarstellerin.

## Adaptionen in anderen Werken
In den drei Filmkomödien Meet the Feebles (1989), High School High (1996) und American Pie präsentiert: Die College-Clique wird die Darstellung der Russisch-Roulette-Szene persifliert. In dem Film True Romance wird der fiktive Film Coming Home in a Body Bag von der Hauptfigur „Clarence“ als erster Oscar-gewinnender Film „mit Eiern“ seit Die durch die Hölle gehen bezeichnet.
In dem Filmdrama 187 – Eine tödliche Zahl (1997) sieht der Jugendgangster Cesar Sanchez (Clifton Collins junior) den Film und die Russisch-Roulette-Szene und fordert mit seiner Gang am Ende seinen Lehrer Trevor Garfield (Samuel L. Jackson) zu einem solchen Spiel auf (Die durch die Hölle gehen wird dabei namentlich erwähnt); dabei erschießen sich beide selbst.
Im Computerspiel Call of Duty: Black Ops wird Die durch die Hölle gehen zitiert; der Spieler in vietnamesischer Gefangenschaft muss ebenfalls Russisch Roulette spielen, macht sich seine Situation zum Vorteil und tötet die Wachen mit dem Revolver.
Der in Virginia lebende Künstler David (Dave) MacDowell adaptierte die Todesszene von Nick in besonderer Weise, indem er durch die Verharmlosung der Szene durch den Einsatz von Bambi ein weiteres wichtiges Leitmotiv des Films, die Hirschjagd, aufgriff.